# Till The End Of The Moon
Till The End Of The Moon (chinês tradicional: 長月燼明, chinês simplificado: 长月烬明, pinyin: Chángyuè Jìn Míng) é um drama  chinês xianxia baseado no romance de Teng Luo Wei Zhi (藤萝为枝) e estrelado por Luo Yunxi e Bai Lu.

## Sinopse
Para salvar o mundo de ser destruído, Li Susu (Bai Lu),  filha do chefe da Seita Hengyang,  volta 500 anos, assumindo o corpo de Ye Xiwu. Susu tem a tarefa de evitar que o mortal Tantai Jin (Luo Yunxi) se transforme no Deus Demônio, ao extrair osso maligno do corpo de Jin. Porém, Susu descobre que Ye Xiwu é casada com seu alvo, Tantai Jin.

## Elenco
- Luo Yunxi como Tantai Jin / Cang  Jiumin / Ming Ye / Deus Demônio.[3]
- Bai Lu como Li Susu / Ye Xiwu / Sang Jiu.[4]
- Chen Duling como Ye Bingchang / Mo-nü / Tianhuan.
- Deng Wei como Xiao Lin / Gongye Jiwu / Sang You.
- Sun Zhenni como Pianran,[5]
  - Um demônio espírito de raposa, general de Tantai Jin e interesse romântico de Ye Qingyu.
- Geng Yeting como Ye Qingyu,[5] irmão de Ye Xiwu.
- Wang Yifei como Si Ying;
  - Demônio da seca, serva leal do Deus Demônio, irmã de Mo-nü.
- Wang Xichao como Jing Mie;[5]
  - Demônio leal ao Deus Demônio e apaixonado por Si Ying.
- Chen Bohao como Ji Ze, deus do tempo.
- Yu Bo como Di Mian.
- Huang Haibing como Zhaoyou;
  - Mestre de Tantai Jin na Seita Xiaoyao.
- Zheng Guolin como Qu Xuanzi
  - Líder da Seita Hengyang.
- Zhang Zhixi como Chu Huang, deusa que controla o espaço.
- Xiao Shunyao como Tantai Minglang, irmão mais velho de Tantai Jin.

## Produção
A série tem direção de arte de Ruan Hexin., direção de Kuk Kok-Leung (Ju Jueliang), produção executiva de Wang Yirong,, o figurino é assinado por Huang Wei e com composições de Guan Dazhou.  A equipe ainda contou com Zeng Minghui e produção do estúdio Otters e Youku.